# Даугуле, Анастасия Вильевна
Анастаси́я Ви́льевна Да́угуле (укр. Анастасія Віліївна Даугулє, латыш. Anastasija Daugule; род. 18 ноября 1975 года, Рига, Латвийская ССР, СССР) — украинская телеведущая, заслуженный журналист Украины (2011).

## Биография
Родилась в столице Латвии – Риге.
Обучалась в гимназии и была отличницей.
После окончания поступила в Харьковский государственный университет им. В. Каразина на исторический факультет. Попала на кафедру античности, специализировалась на истории Древнего Рима, параллельно изучая политологию.

### Карьера
На телевидение Анастасия Даугуле попала ещё в студенческие годы, устроившись стажёром в группу информационного вещания на одном из первых харьковских негосударственных каналов А/ТВК.
Работала репортёром, редактором, автором и ведущей собственных проектов.
С 2007 года она — специальный корреспондент телеканала «Интер».
С 28 марта 2011 года по 21 марта 2014 года — ведущая программы «Подробности».
С 1 сентября 2014 года — ведущая программы «Утро с „Интером“» и музыкально-развлекательного проекта «Место встречи».

## Увлечения
Любит современную прозу, новые страны и незнакомые города, испанскую музыку и чёрный шоколад. Увлекается бегом и плаванием, принимает участие во всеукраинских и международных забегах и заплывах.